# Codex Guelferbytanus B
De Codex Guelferbytanus B (Gregory-Aland no. Q of 026, von Soden ε 4) is een van de Bijbelse handschriften. Het dateert uit de vijfde eeuw en is geschreven met hoofdletters (uncialen) op perkament.

## Beschrijving
De gehele Codex Guelferbytanus B bestaat uit 13 bladen (26.5 x 21.5 cm). De tekst is geschreven in twee kolommen van 28 regels per pagina. Het is een palimpsest.
Het bevat de sectienummers van Ammonius, maar de Canontabellen van Eusebius staan er niet in.
De codex bevat teksten van de Evangeliën met lacunes.
Inhoud
Lucas
4:34-5:4; 6:10-26; 12:6-43; 15:14-31; 17:34-18:15; 18:34-19:11; 19:47-20:17; 20:34-21:8; 22:27-46; 23:30-49;
Johannes
12,3-20; 14,3-22.
De Codex Guelferbytanus B geeft de Byzantijnse tekst weer. Kurt Aland plaatste de codex in Categorie V.
John 12:5 πτωχοις ] τοις πτωχοις
John 12:6 ειπεν δε τουτο ουχ οτι ] omitted
John 12:6 εβασταζεν ] εβαωζεν
John 12:7 τηρηση ] τηρησεν
John 12:9 εγνω ουν ο οχλος πολυς ] εγνω ουν οχλος πολυς
John 12:12 ο ] omitted
John 12:13 — ] λεγοντες
John 12:16 αυτου οι μαθηται ] οι μαθηται αυτου
John 12:19 ειπαν ] ειπον
John 12:19 ο κοσμος ] ο κοσμος ολος
De codex werd onderzocht door F. A. Knittel in 1762 en Tischendorf.

## Huidige locatie van de codex
Het handschrift bevindt zich in de Herzog August Bibliothek (Weissenburg 64) in Wolfenbüttel.